# Berliner Außenministerkonferenz
Bei der Berliner Außenministerkonferenz, auch als Viermächtekonferenz bezeichnet, traf sich 1954 der „Rat der Außenminister“, der bei der Potsdamer Konferenz 1945 von den drei Hauptsiegermächten des Zweiten Weltkriegs (USA, Sowjetunion und Großbritannien) eingerichtet worden war. Ursprünglicher Auftrag dieses Gremiums war, Friedensverträge vorzubereiten. Dem Rat der Außenminister sollten nach den Beschlüssen von Potsdam auch die Großmächte Frankreich und China angehören. China nahm aber nur einmal bei der Londoner Außenministerkonferenz im Herbst 1945 teil. Schwerpunkte der Berliner Konferenz waren die Deutschlandfrage, ein Teil der Nachkriegsgrenzen und die Demilitarisierung Deutschlands.
Der westdeutsche Wunsch nach einer Wiedervereinigung brachte die Deutschlandfrage in Gegensatz zum Ost-West-Konflikt. Nach Josef Stalins Tod 1953 wurde sie in vier Konferenzen der vier Mächte thematisiert, diese Berliner Außenministerkonferenz 1954 war die erste davon. Ihr folgten noch die Genfer Gipfelkonferenz 1955, die Genfer Außenministerkonferenz im Herbst desselben Jahres und die zweite Genfer Außenministerkonferenz von 1959.
Vom 25. Januar bis zum 18. Februar 1954 fand in Berlin diese Viererkonferenz der Außenminister statt. Verhandlungsort war das Gebäude des Alliierten Kontrollrates und die sowjetische Botschaft in Ost-Berlin Unter den Linden.
An der Konferenz nahmen für die USA John Foster Dulles, für die Sowjetunion Wjatscheslaw Michailowitsch Molotow, für Großbritannien Anthony Eden und für Frankreich Georges Bidault teil. Ziel der Konferenz war unter anderem eine Annäherung in der Deutschlandfrage, zudem wurde die Einberufung einer Indochinakonferenz vereinbart, die dann drei Monate später stattfand und über Vorschläge zum österreichischen Staatsvertrag beraten.
Die Westmächte bestanden, wie in ihren Antworten auf die Stalin-Noten 1953, auf der Abhaltung von freien gesamtdeutschen Wahlen (siehe Eden-Pläne) und einer Wiedervereinigung in Stufen. An diesen Plänen zur Wiedervereinigung hatte sich die deutsche Bundesregierung beteiligt. Nach ihren Vorstellungen sollte Westdeutschland in ein militärisches Bündnissystem der Westmächte, die EVG, eingegliedert werden. Molotow stellte als Gegenentwurf einen Vertrag über die Sicherheit in Europa vor, indem er die Auflösung der NATO, den Rückzug der amerikanischen Truppen aus Europa und die Neutralisierung Deutschlands forderte. In diesem sowjetischen System der kollektiven Sicherheit räumte er den USA und China nur einen Beobachterstatus ein. Die Deutschen sollten als ersten Schritt auf dem Weg zur Wiedervereinigung eine gemeinsame provisorische Regierung bilden (siehe Molotow-Plan). Beide deutsche Regierungen sollten an Friedensverhandlungen beteiligt werden.
Vom 12. bis 18. Februar fanden Verhandlungen über einen österreichischen Staatsvertrag statt. Die sowjetische Seite verlangte nunmehr neben den bereits bekannten Forderungen nach Bündnisverzicht und Stützpunktverbot einen Verbleib von Besatzungstruppen für die unabsehbare Zeit bis zum Abschluss eines Friedensvertrages mit Deutschland. Für die österreichische Verhandlungsseite, war dies nicht verhandelbar, da die Truppenpräsenz gegenüberstehender Mächte im Krisenfall potentiell zu einer Teilung Österreichs hätte führen können.
Die Positionen von Ost und West waren unvereinbar, und die Konferenz wurde ohne Ergebnis beendet.

„Der Verlauf der folgenden Jahre läßt die Berliner Konferenz als den Zeitpunkt erscheinen, an dem die Weichen endgültig auf die getrennte und sich immer weiter voneinander entfernende Entwicklung der beiden Teile Deutschlands gestellt wurden.“

Am 23. Oktober desselben Jahres unterzeichnete Westdeutschland den Gründungsvertrag zur Westeuropäischen Union (WEU). Die Bundesrepublik Deutschland, die USA, Großbritannien und Frankreich erklärten sich in diesem Vertrag zu Partnern innerhalb der NATO. Die Westmächte sagten darin zu, das Besatzungsregime zu beenden und der Bundesrepublik die Souveränität in inneren und äußeren Angelegenheiten zu gewähren. Am 9. Mai 1955 trat die Bundesrepublik der NATO bei.
Die offizielle Verbreitung der Zwei-Staaten-Theorie erfolgte am 26. Juli 1955 im Anschluss an die Genfer Gipfelkonferenz durch Chruschtschow.